# Taiana Lima
Taiana Lima (ur. 27 maja 1984 w Fortalezie) – brazylijska siatkarka plażowa, triumfatorka cyklu World Tour w 2013 grająca w parze z Talitą Antunes.